# Оскарс Данкерс
Оскарс Да́нкерс (латис. Oskars Jēkabs Dankers; 26 березня 1883, Ірлавська волость, Курляндська губернія, Російська імперія, нині — Тукумський край, Латвія — 11 квітня 1965, Гренд-Репідс, Мічиган, США) — латвійський генерал, воєначальник у період незалежності Латвії. Керівник військової адміністрації Латвії (Латвійське самоврядування; 1941—1944) в рамках генерального округу Латвія, який входив до складу Райхскомісаріату Остланд.

## Біографія

### Ранні роки
Народився 14 (26) березня 1883 в родині священника Карла Данкера і його дружини Доротеї у містечку Ірлава поблизу Тукумса. У свідоцтві про народження записаний як Оскар Якоб Данкер.
Навчався в Олександрівській гімназії в Мітаві, в 1902 закінчив там само реальне училище.
Після закінчення училища вступив на військову службу, служив у 180-му піхотному полку в Мітаві. 1906 закінчив військову академію у Вільно і перейшов на службу у 197-й піхотний Лісовий полк у Гельсингфорсі. Штабс-капітан (1913).

### Діяльність під час Першої світової і громадянської воєн
У роки Першої світової війни був офіцером російської армії. Служив у 197-му піхотному полку. За час бойових дій був кілька разів пораненим і контуженим, удостоєний декількох орденів, у тому числі Святої Анни 4-го ступеня «За хоробрість» (30 січня 1916 р.) Чин підполковника Данкерсу було присвоєно 4 лютого 1916 року. Через два місяці потрапив у полон до австрійців. Після звільнення жив у Гельсингфорсі.
З 1918 р. — офіцер у німецькому експедиційному корпусі генерала Рюдігера фон дер Гольца. З травня 1919 р. служив у латвійській армії. У роки військових потрясінь Оскарса Данкерса поперемінно призначали на посаду командувача армійських підрозділів: найвідомішим із них був 7-й Сигулдський полк, увірений йому в 1919 році. У цьому самому році, в жовтні, Данкерс стає командиром Нижньокурземського військового округу. На чолі військ цього округу йому вдалося відбити наступ військ армії Бермондт-Авалова на Лієпаю. Після реорганізації військ округу в Земгальську дивізію став її першим командиром. Командував Земгальською дивізією у боях проти більшовиків на Латгальському фронті.

### Діяльність у міжвоєнний період
Після остаточного проголошення незалежної Латвії і скликання Конституційних зборів у 1920 році Данкерс як офіцер Збройних сил Російської імперії взяв діяльну участь у формуванні Латвійських національних збройних сил. Досить тривалий час Данкерс обіймав посаду командира Земгальської дивізії — з 1919 по 1932 рік. Наприкінці 1932 року верховне армійське керівництво приймає рішення про переведення Данкерса в Генштаб. У 1933 році прийняв командування Першою Курземською дивізією і був її командиром по грудень 1939 року, коли звільнився з армії за станом здоров'я.

### Еміграція в Німеччину
Після окупації Латвії радянськими військами разом із сім'єю виїхав до Німеччини 21 червня 1940 року. Незадовго до початку Другої світової війни особа відставного біглого командира викликала інтерес у «Служби Розенберга», пізніше перейменованої у Міністерство у справах східних окупованих територій, підвідомче беззмінному ідеологу німецького нацизму Альфреду Розенбергу. Співробітники зі зв'язків Східного міністерства вийшли на контакт з Оскарсом Данкерсом на початку червня 1941 року.

### Інтриги в середовищі самопроголошених урядів Латвії
Ставка відомства Розенберга на Данкерса входила в деяку суперечність із планами ОКВ, якому більше імпонувала персона колишнього військового аташе Латвійської Республіки в Німеччині полковника Олександра Пленснера, який також заручився підтримкою абверу в плані перспектив співробітництва з нацистами на території Латвії. Разом із тим про кандидатуру Данкерса згадали вже після вступу німецьких військ у Радянський Союз, коли перед німецьким військовим командуванням (цивільна адміністрація ще не могла нести відповідальність за країну, оскільки Латвія на ранньому етапі війни входила до тилової зони) постало питання про вибір між двома самопроголошеними урядами — Центральним комітетом звільненої Латвії під керуванням полковника Крейшманіса і Тимчасовою адміністративною радою, на чолі якої став ексміністр транспорту Ейнсберг. Данкерс здавався нейтральною кандидатурою для вищих чинів вермахту, оскільки вони отримали директиву з Рейху не вступати у зносини з місцевими наспіх сформованими органами влади. У плани німців входило створення маріонеткової «Ради довірених осіб», однак на початковому етапі шанси Данкерса очолити її здавалися примарними, оскільки полковник Пленснер користувався довірою начальника ОКВ фон Рока, але вже дуже скоро обставини змінилися у сприятливий для Данкерса бік. Представник Східного міністерства Кляйст, уповноважений Розенбергом вести переговори з фон Роком про формування «ради», висловив невдоволення входженням до складу «ради» прихильників політика Альфреда Валдманіса, якого німці вважали неблагонадійним, а незабаром підполковник Деглавс, соратник Пленснера, відчувши розчарування від нової влади, покінчив життя самогубством. Унаслідок цих подій Пленснер вважав за краще відійти в тінь і розпустив раду, а боротьба за владу в зайнятій німецькими військами Латвії вийшла на новий етап.
Тепер уже угруповання Валдманіса і перконкрустівці почали оскаржувати один перед одним честь брати участь в «уряді», підконтрольному німецьким розпорядникам. У цих умовах Данкерса розцінювали як найприйнятнішого кандидата на пост голови нової ради, оскільки він не належав ні до якої з протиборчих груп. 21 серпня 1941 після довгих дебатів і сумнівів Кляйст переконав фон Рока зробити вибір на користь Данкерса, призначивши його головою Латвійського самоврядування. У його обов'язки входив розгляд питань, пов'язаних із кадрами, пошуком політично благонадійних людей, орієнтованих на співпрацю з нацистами, на яких німецька адміністрація могла би покластися. Для того, щоб задобрити апетити перконкрустівців, Кляйст розпорядився залучити до діяльності самоврядування Андерсона (одного з членів Перконкруста). Данкерс у результаті отримав найважливіший пост генерал-директора, відповідального за внутрішні справи і підбір кадрів.

### Перестановки в самоврядуванні
У березні 1942 року в результаті інтриг А. Валдманіса, незадоволеного станом справ (хоч він і отримав непоганий пост директора з питань юстиції), розігралася боротьба в рамках Латвійського самоврядування за формально вищі пости. 20 березня Валдманіс і його соратники подали прохання про вихід зі складу самоврядування, що спонукало генерального комісара Отто Дрекслера висловити думку про Данкерса як про людину, яка «виявляла недостатньо ініціативи, не мала власної думки і недостатньо розумілася на адміністративних справах».
Було скликано засідання, на якому справжні правителі комісаріату мали намір переобрати директорів самоврядування. Проте шеф зіпо в Латвії Ланге висловився різко проти кандидатури Валдманіса, який мав занадто яскраву політичну харизму, так що навіть Данкерс змушений був багато в чому підкорятися директору юстиції. Нацисти не були зацікавлені в сильній політичній фігурі місцевого «розливу», тому положення Валдманіса виявилося хитким. Однак хоча і Кляйст неприязно ставився до Валдманіса, в його захист висловився Гінріх Лозе, тому Данкерс врешті-решт поставив свій підпис під списком нових генеральних директорів, запропонованих йому Дрекслером. Таким чином, Валдманіс увійшов до складу генерального директорату. Кінцевий склад Латвійського самоврядування було сформовано 25 березня 1942 року, і Данкерс продовжив відповідати за внутрішні питання і кадрову політику. Неофіційно ж саме Данкерс виконував роль «Першого генерального директора», як його іноді в кулуарах називали німецькі адміністратори, хоча формально пост голови самоврядування для Латвії не був передбачений, на відміну від Естонії і Литви.

### Особливості політики
Незабаром перед керівниками Остланду гостро постало питання про необхідність формування національних легіонів СС. Тому 3 листопада 1942 року німецька сторона ініціювала нараду, на якій вищий керівник СС і поліції в Латвії Вальтер Шредер звернувся до Данкерса з напівпроханням-напіввимогою написати звернення до Єккельна, в якому була би висловлена порада швидше приступити до формування Латиського легіону СС. Данкерс спільно з Валдманісом наважилися обережно висловити свої сподівання про політичну автономію краю як умови для формування легіону і почали мобілізацію до нього добровольців. Данкерс говорив про те, що за надання максимально широкої «суверенності» Латвії Валдманіс готовий був забезпечити мобілізацію 100000 чоловік, які були би відправлені на радянсько-німецький фронт. І в подальшому Данкерс у переговорах із Дрекслером із цього делікатного питання постійно натякав на те, що кількість добровольців, мобілізованих у ще не існуючий легіон, прямо залежить від настання терміну проголошення незалежності Латвії. Зрештою, коли легіон вже був благополучно сформований, Данкерс продовжував шантажувати вищі інстанції, постійно наголошуючи на необхідності незалежності. Але в підсумку і він, і Бангерський ставили свої підписи під новими документами про мобілізацію. Іноді латвійські «самоуправителі» заздалегідь по конфіденційних каналах сповіщали про швидке проведення мобілізації. Зокрема, на початку листопада Гітлер оголосив про початок широкомасштабної мобілізації у Прибалтиці десяти призовних віків (1915-1924 рр. народження), а Данкерс публічно оголосив про це ще аж 11 жовтня 1943 року. Пізніше на нараді 16 листопада фюрер скоригував свої запити, сказавши про те, що від Латвії очікується 20000 мобілізованих. Дрекслер мав узятися за психологічну обробку Данкерса, ознайомивши його з побажанням фюрера. У відповідь Данкерс висловив обережну згоду з планами верхівки щодо поповнення легіону СС, однак знову заговорив про зустрічні умови проведення другого етапу мобілізації: як завжди, проголошення державної незалежності Латвійської Республіки і передачу латвійської поліції під повний контроль самоврядування, боязко посилаючись на обіцянки, дані Гіммлером при особистому відвідуванні Риги. Дрекслер не дав Данкерсу остаточної відповіді в особистій бесіді, але під вечір цього ж дня, 9 листопада, відправив йому лист, у якому уповноважив гендиректора на проведення ряду мобілізаційних процедур, повністю проігнорувавши висунуті Данкерсом умови. Стало зрозуміло, що про незалежність не доводиться мріяти, а ось слухняно і безоплатно займатися постачанням «гарматного м'яса» на Східний фронт для «латання дірок» доведеться. І погроза пана Данкерса піти всім складом у відставку не мала належного впливу на «непроникного» Дрекслера.

### Виступ у день незалежності
У цьому відношенні показові слова з виступу Данкерса 18 листопада 1943 року з нагоди дня незалежності:

Латвійський червоно-біло-червоний прапор у боях завойовує своє місце під сонцем … Під цим прапором латиські легіонери йдуть у бій проти більшовизму … ми маємо намір чесно виконати свій солдатський обов'язок, твердо вірячи у вільну Латвію і у співтовариство вільних народів … Завдяки нашим зусиллям і нашим жертвам Латвія знову стане рівноправним членом європейської спільноти народів.

## Крах очікувань
Незабаром функції Данкерса звузилися ще більше в міру невдач нацистської Німеччини на фронтах війни, а адміністратори в категоричній і образливій формі вимагали втілення в життя мобілізаційних заходів. У той же час Данкерс і Бангерський виторгували в Єккельна дозвіл на згін на роботи в Німеччину населення з прикордонних з СРСР зон, оскільки ставало ясно, що через декілька місяців лінія фронту зміститься, і ця територія проживання цього населення могла би бути зайнята Червоною армією. Єккельн великодушно дав «добро», хоча подібних вимог під час акцій 1942—1943 з масового вивезення латишів на примусову працю від Данкерса зафіксовано не було.

## Остаточний програш
Після чергової окупації Латвії радянськими військами Данкерс із низкою товаришів по самоврядуванню вдруге у житті емігрував до Німеччини, тим самим повторивши долю багатьох латиських діячів, які врятувалися від радянського окупаційного режиму (Валдманіс, Бангерський та інші). Там в екстреному порядку Данкерсу й частині співробітників його директорату, яка вирішила тікати разом із ним, було оголошено про розпуск Латвійського самоврядування, яке втратило актуальність в умовах просування окупаційних частин Червоної армії вглиб Прибалтики. Таким чином, німецькі адміністратори більше не відчували необхідності в місцевому органі влади, і всі латиські діячі були відсторонені від управління.
У 1945 році Данкерс був інтернований американцями. На час слідства 22 місяці утримувався під вартою, давав свідчення на Нюрнберзькому процесі. Після звільнення проживав у містечку Мюльдорф (Німеччина). У 1957 році переїхав до США. Там він і помер в 1965 році.

## Нагороди
- Військовий орден Лачплесіса 2-го і 3-го ступенів[4]
- Орден Трьох зірок 1-го і 2-го ступенів
- Хрест Заслуг айзсаргів[5]
- почётный знак Красного креста[6]
- Знак подяки «Свастика» організації скаутів[7] (латис. Latvijas skautu pateicības zīme «Svastika»)
- Орден Орлиного хреста 2-го ступеню[8]
- Медаль Незалежності Литви
- Орден «Polonia Restituta» 2-го ступеня
- Фінський Орден Білої троянди
- Орден Заслуг німецького орла
- Орден Святого Станіслава (Російська імперія) 2-го і 3-го ступенів
- Ордени Святої Анни 2-го, 3-го і 4-го ступенів
- Хрест Військових заслуг 1-го і 2-го ступенів (Kriegsverdienstkreuz[de])

## Праці
У вигнанні були видані дві книги пам'яті Данкера:
- «Нехай історія оцінюється». Торонто, Латвія, 1965
- «Пам'ять пам'яті.» Торонто: Яструби Даугави в Канаді, 1973